# Баня (Благоєвградська область)
Ба́ня (болг. Баня) — село в Благоєвградській області Болгарії. Входить до складу громади Разлог.

## Населення
За даними перепису населення 2011 року у селі проживали 2857 осіб.
Національний склад населення села:
| Національність   | Кількість осіб | Відсоток |
| ---------------- | -------------- | -------- |
| болгари          | 2459           | 88,5%    |
| цигани           | 284            | 10,2%    |
| турки            | 14             | 0,5%     |
| інша             | 9              | 0,3%     |
| не визначились   | 12             | 0,4%     |
| Всього відповіли | 2778           |          |

Розподіл населення за віком у 2011 році:
Динаміка населення:

## Відомі особистості
В поселенні народився:
- Йордан Венедіков (1871—1957) — болгарський генерал, історик та публіцист.